# Église Saint-Laurent d'Annecy-le-Vieux
L'église Saint-Laurent d'Annecy-le-Vieux est un édifice religieux catholique. Elle est placée sous le patronage de saint Laurent.

## Localisation
L'église est située dans le département français de la Haute-Savoie, sur la commune d'Annecy-le-Vieux.

## Historique
Il semble que le cœur de la paroisse d'Annecy-le-Vieux ait possédé deux églises : l'une ancienne, datant du XIIe siècle (mais peut être antérieure), dédiée à Notre Dame dont il resterait le clocher roman et la seconde qui porte le nom du saint patron originel de la paroisse, saint Laurent. Les deux édifices auraient partagé le même clocher.

## Description
L'église est reconstruite vers 1840 dans un style néoclassique, dit « sarde », selon les plans de l’architecte Ignace Monnet.

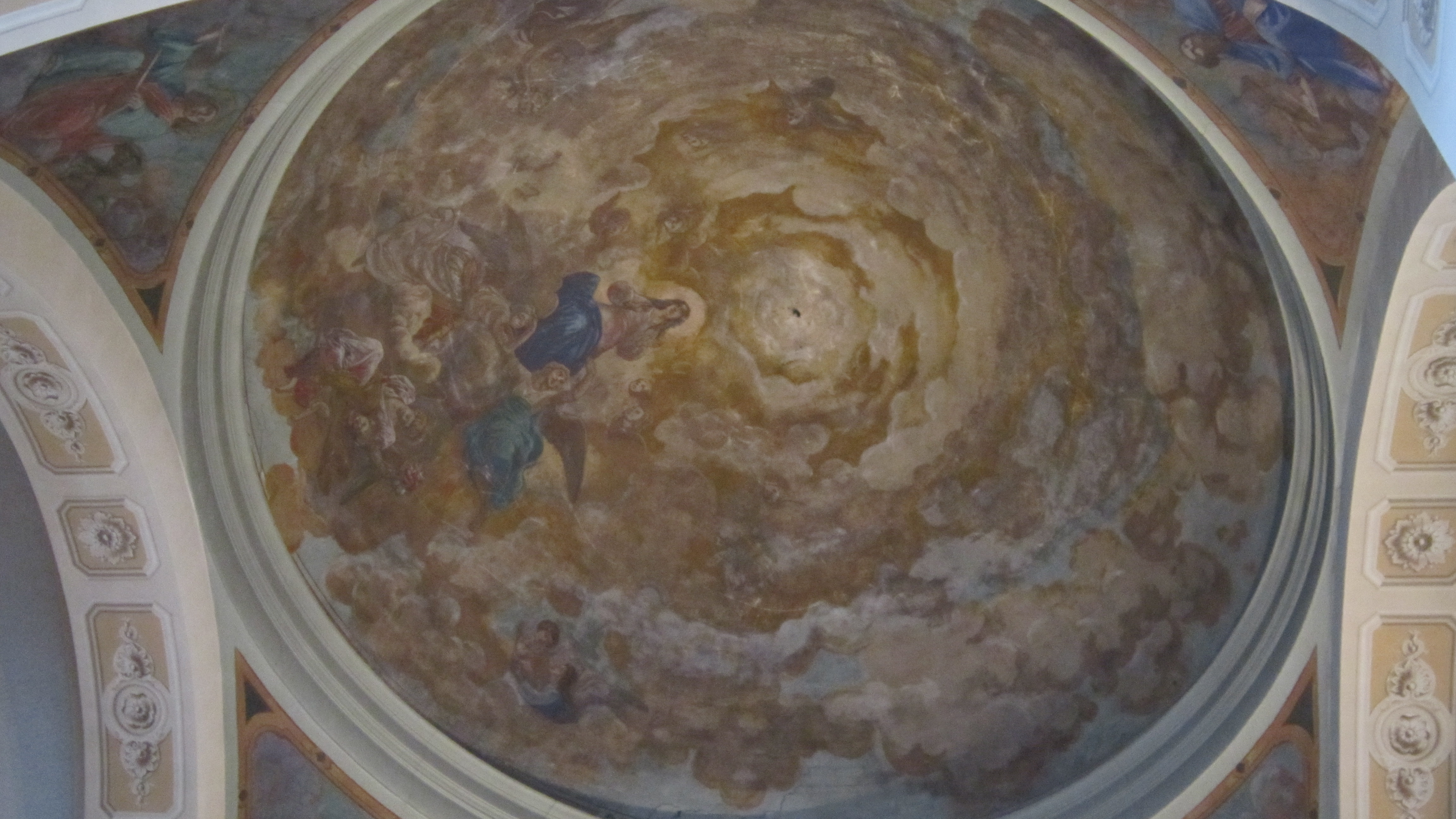

Les artistes valdotains Alessandro Augusto et Antonio Artari sont à l'origine de la décoration de l'église.
Il semble que les deux églises de la commune aient partagé le même clocher roman du XIIe siècle.

## Galerie

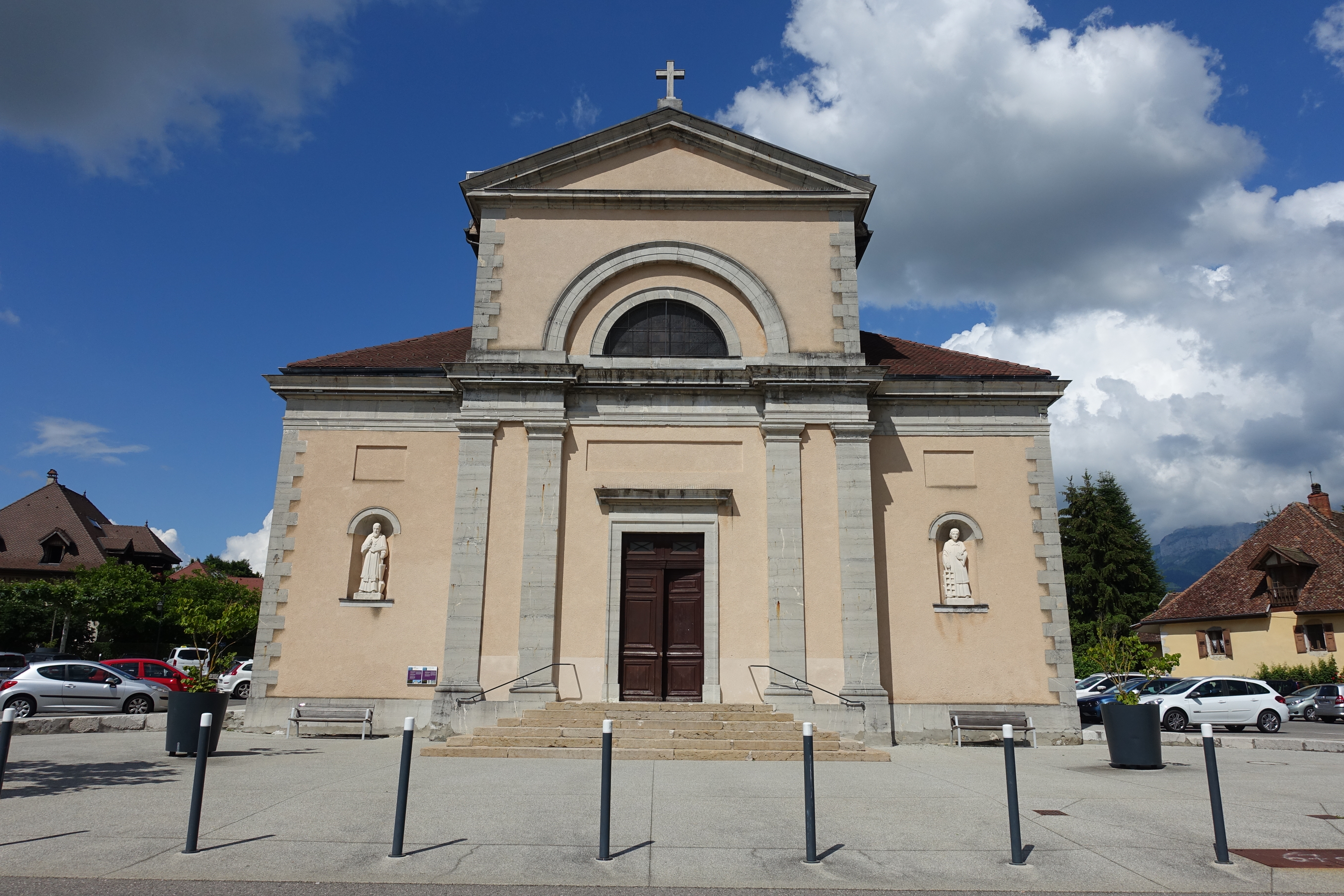
Façade
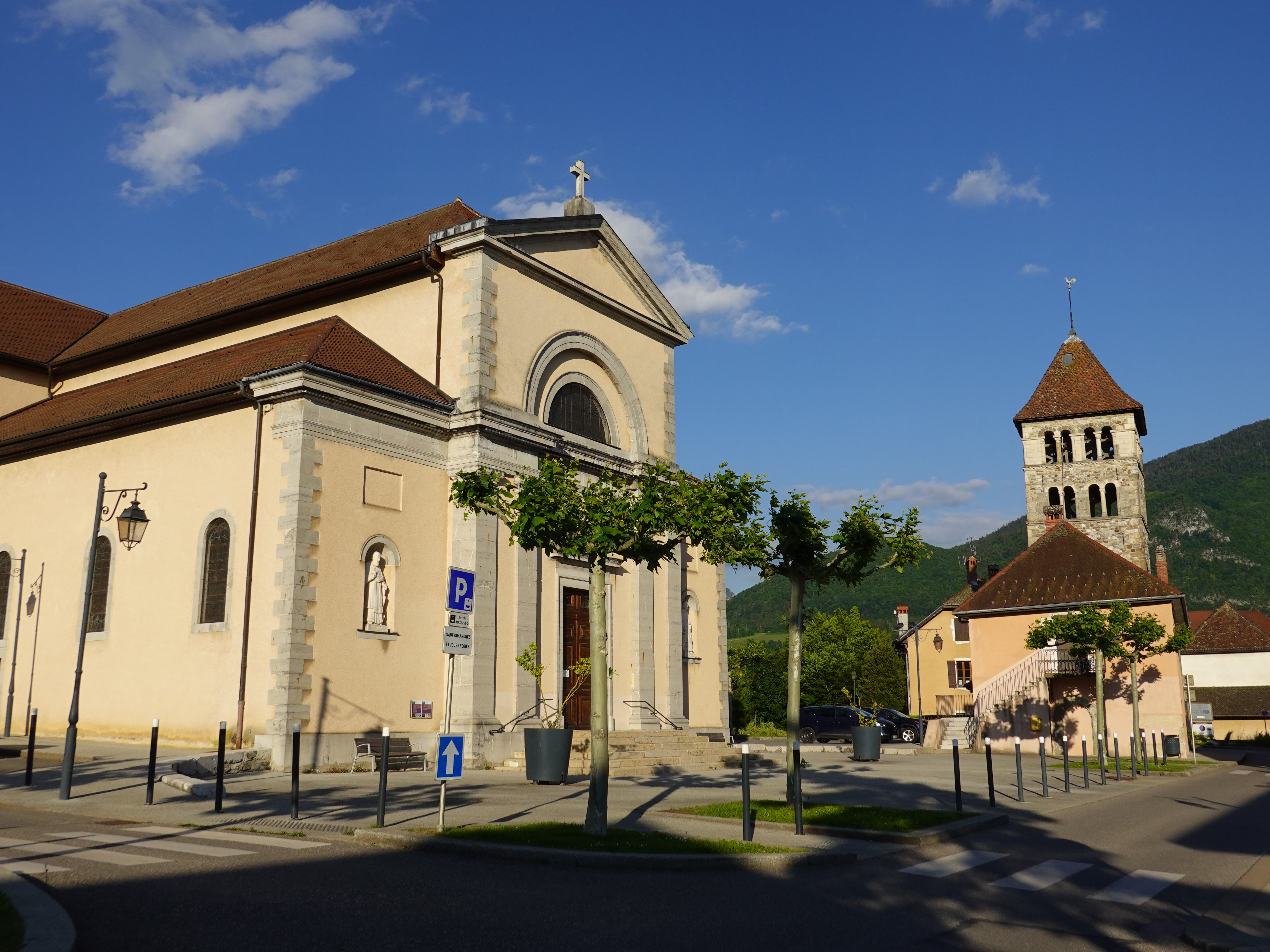
Église Saint-Laurent et Clocher Roman
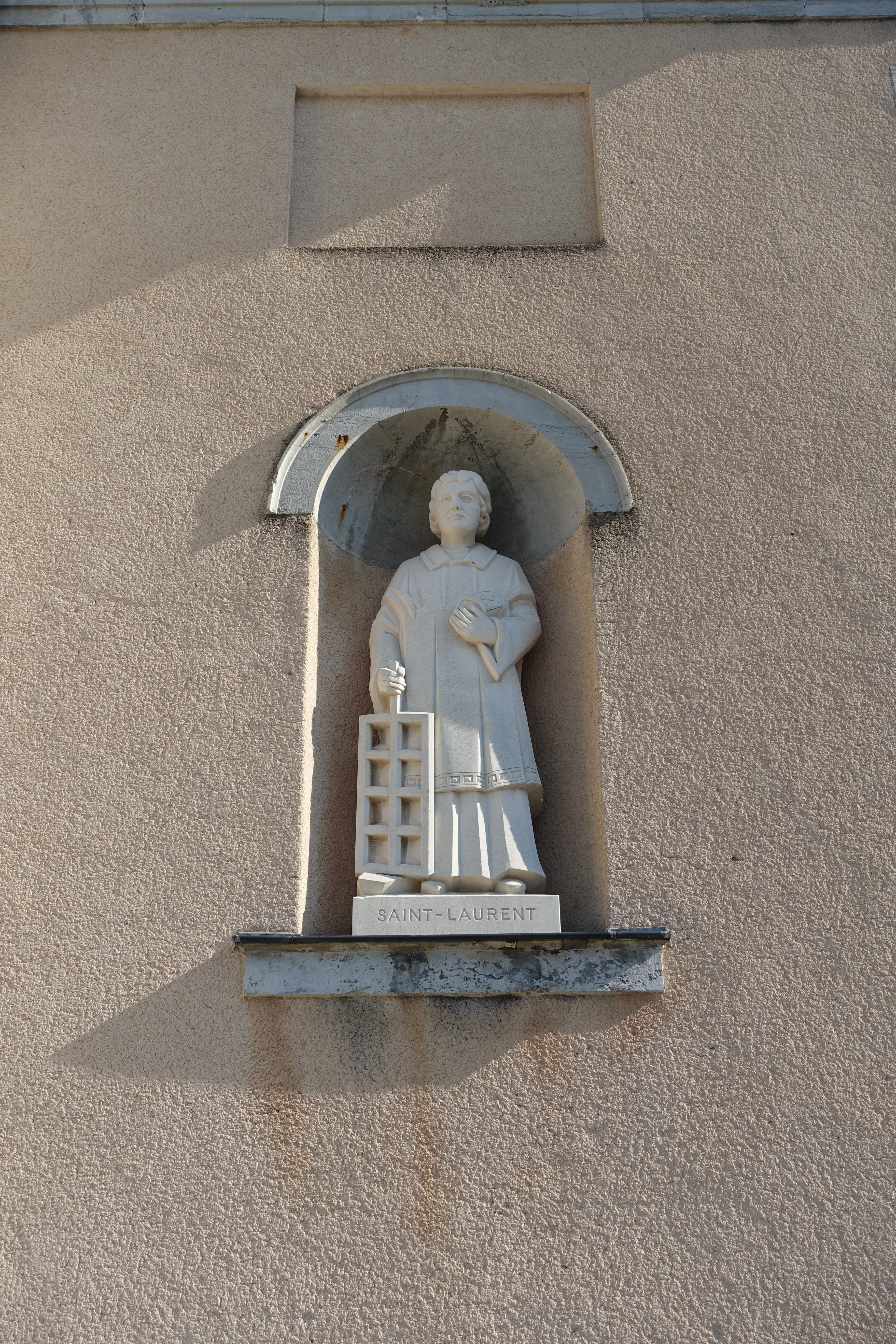
Statue de Saint Laurent sur la façade (à droite de l'entrée)
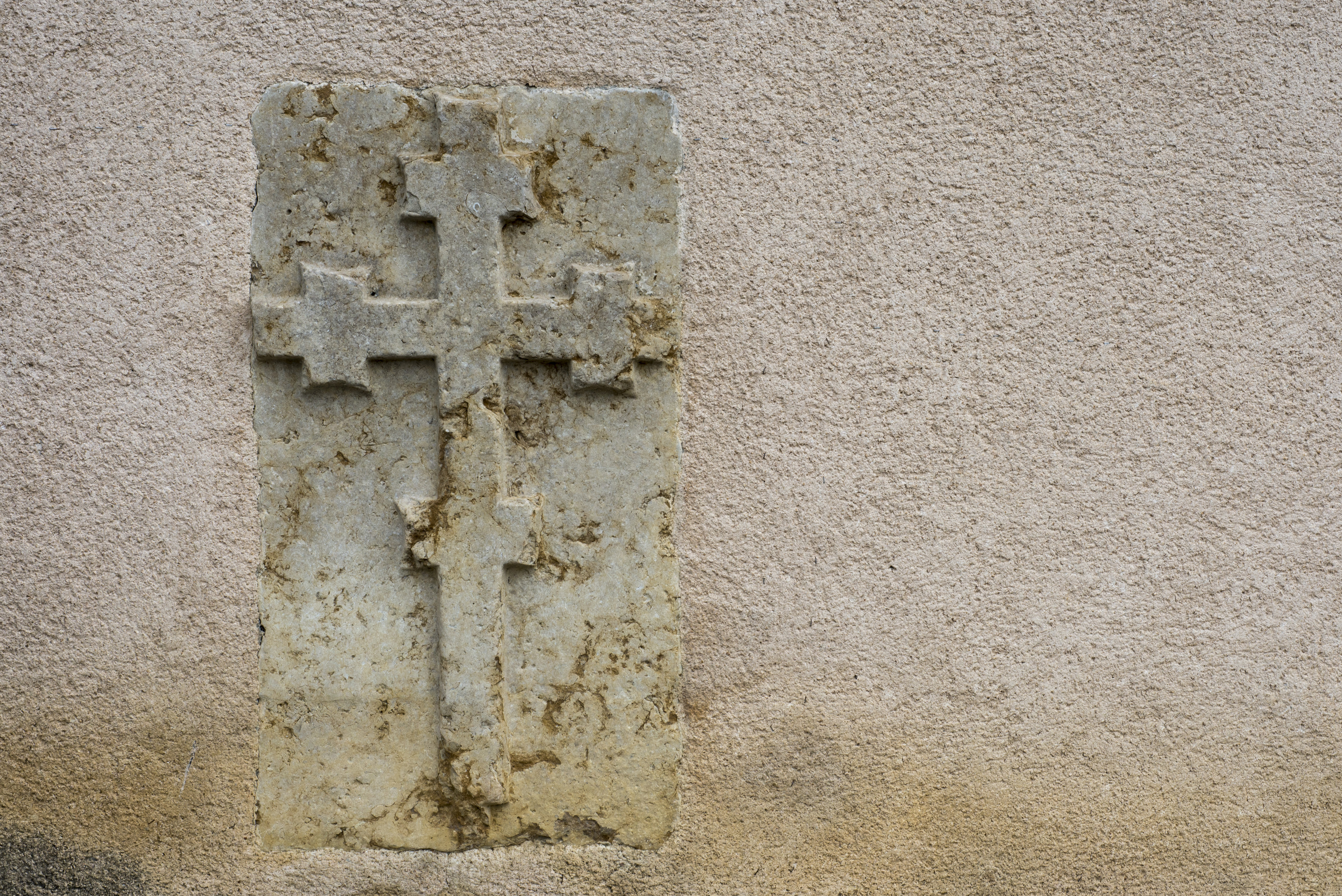
Croix de Jérusalem (mur nord)
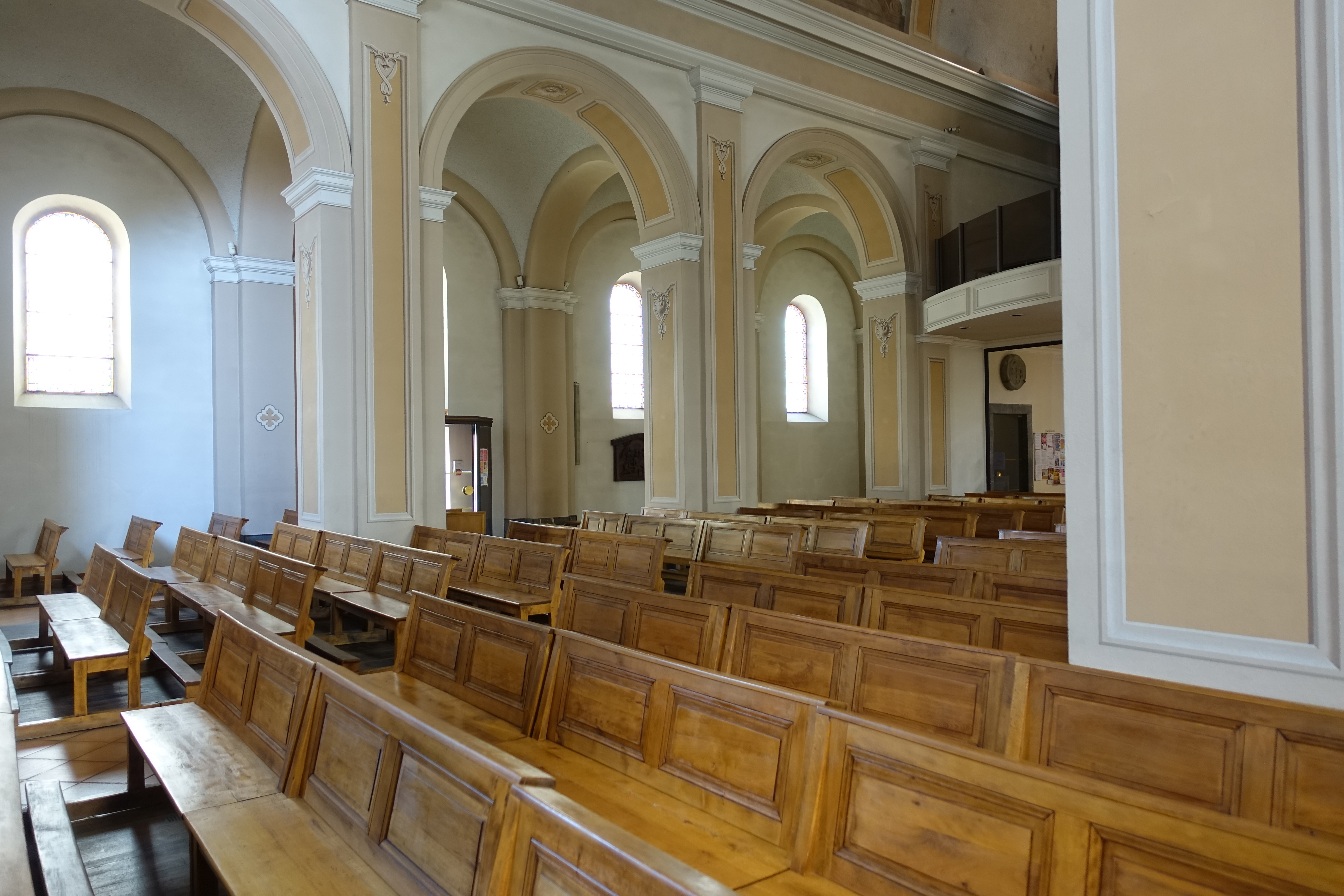
Intérieur
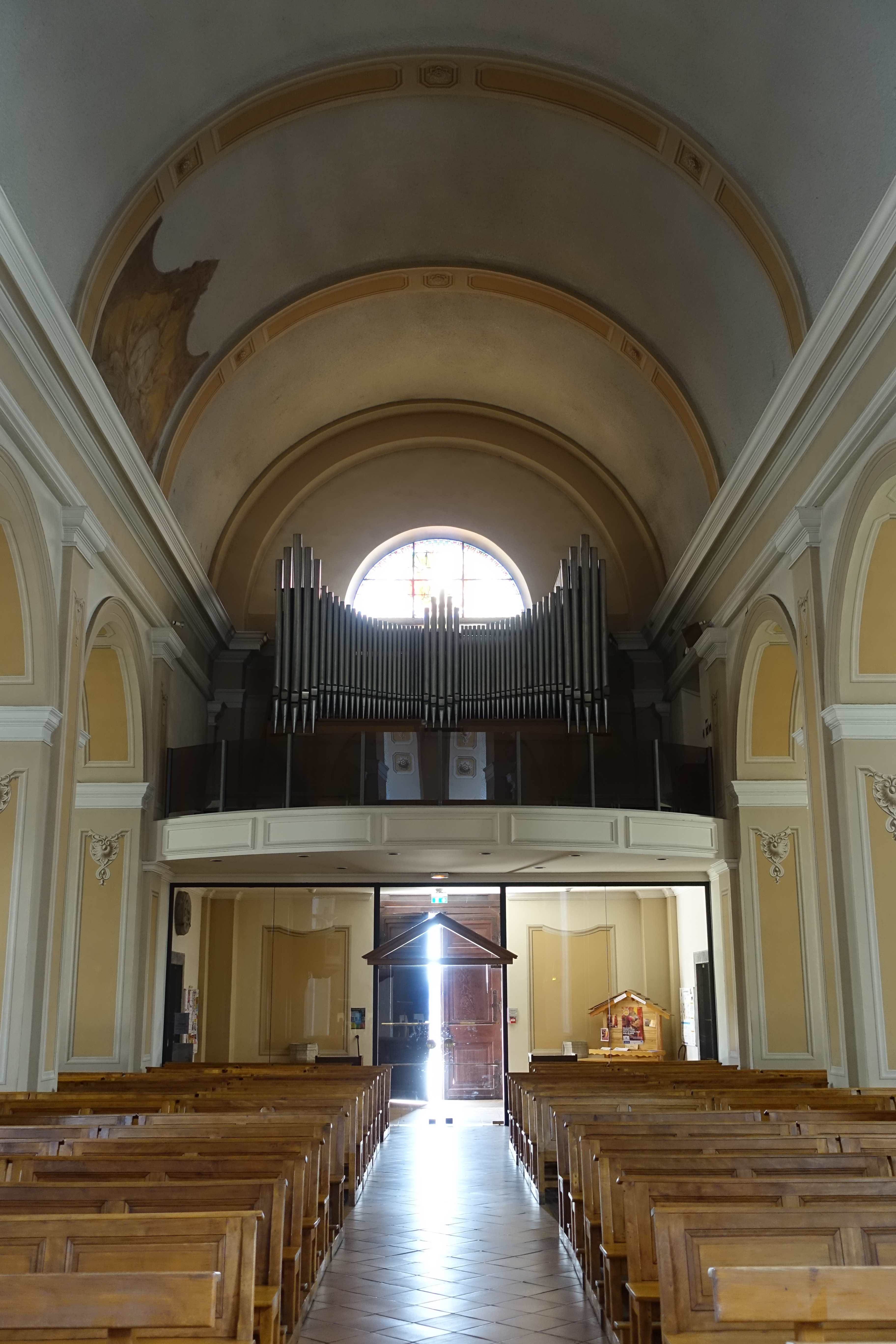
Intérieur - Vue vers l'orgue
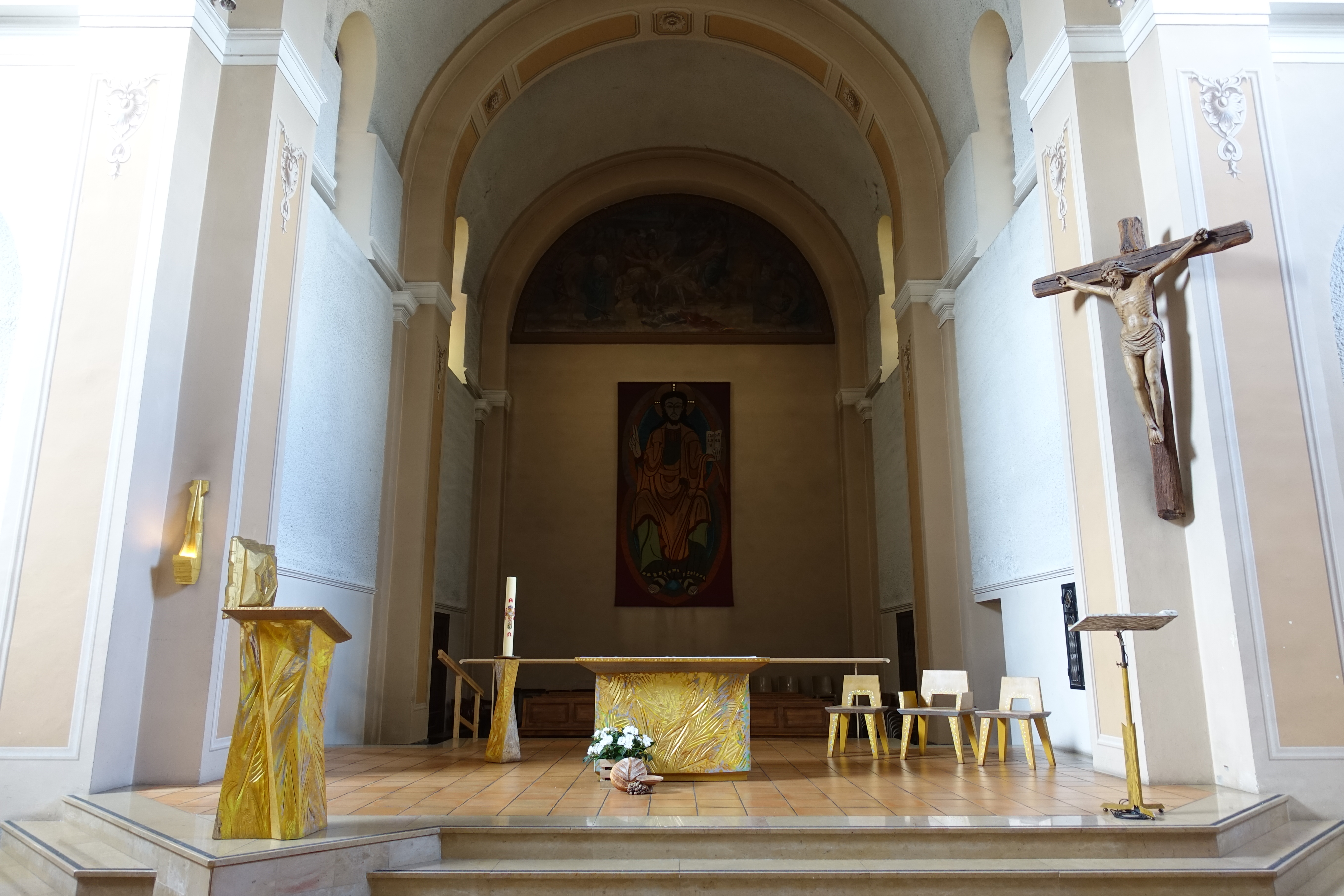
Autel
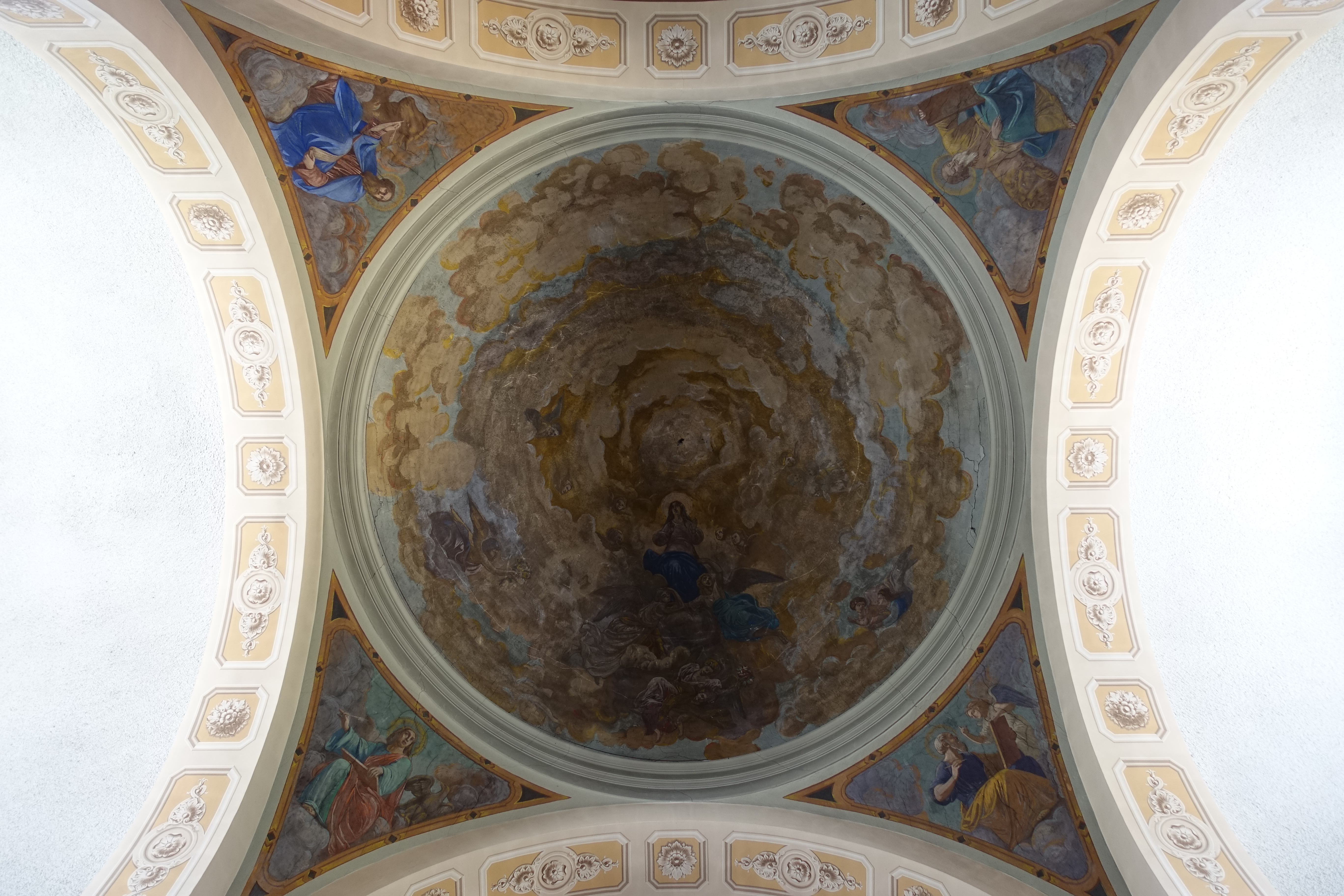
Dome
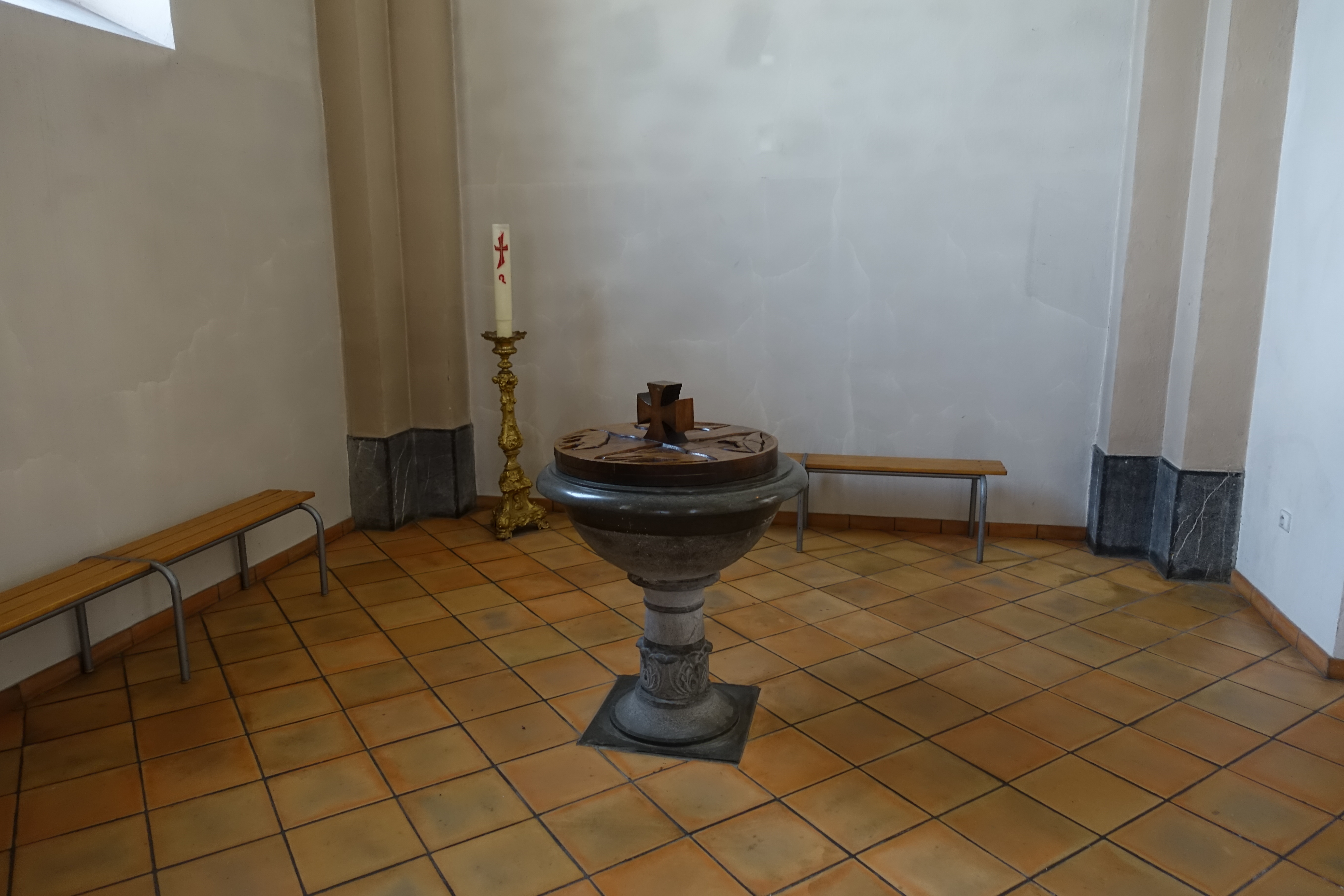
Fonts baptismaux
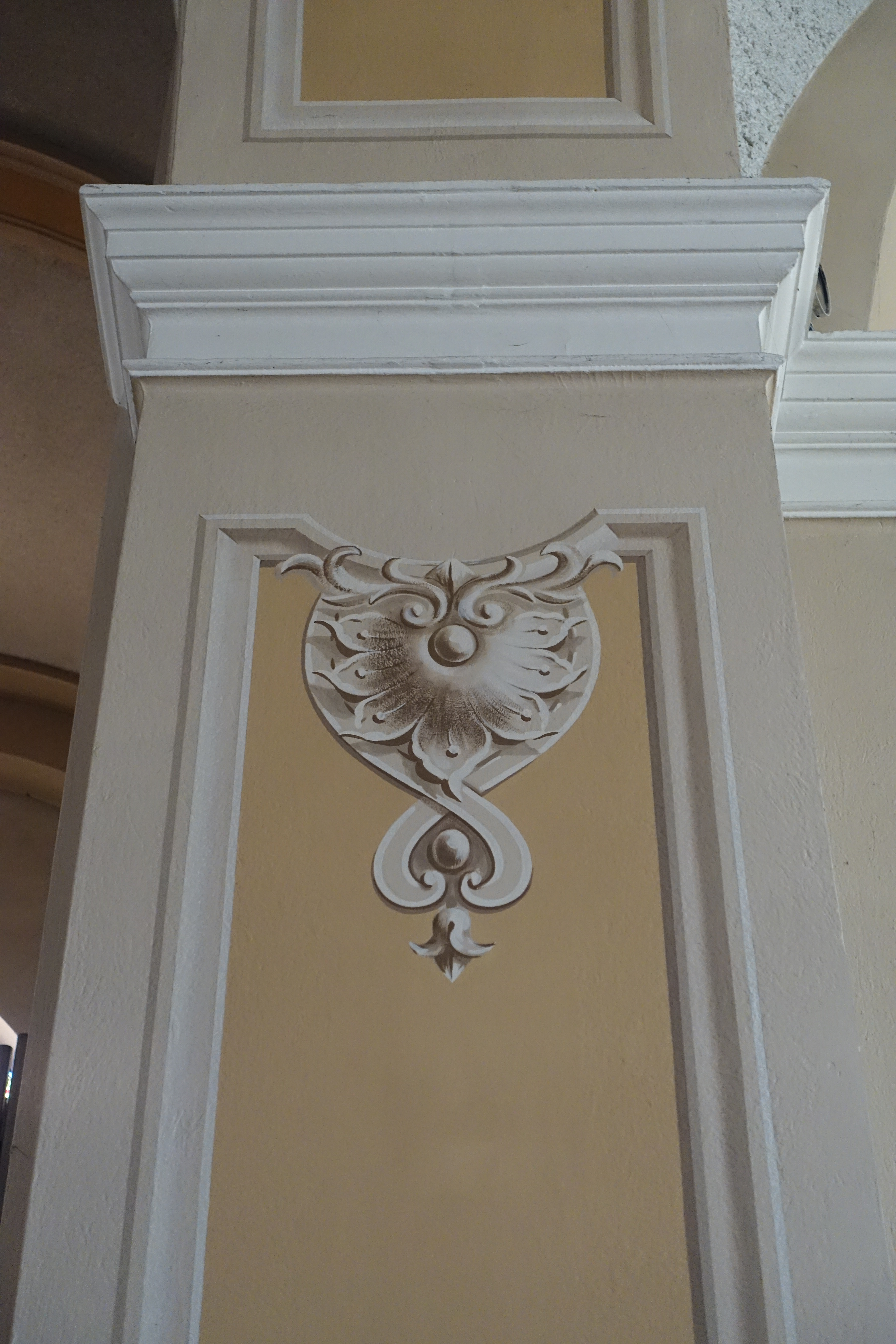
Peinture en trompe-l'oeil